# Rajd Antibes 2001
Rajd Antibes 2001 (36. Rallye d'Antibes - Rallye d'Azur) – 36 edycja rajdu samochodowego Rajd Antibes rozgrywanego we Francji. Rozgrywany był od 12 do 14 października 2001 roku. Była to czterdziesta czwarta runda Rajdowych Mistrzostw Europy w roku 2001 (rajd miał najwyższy współczynnik - 20). Składał się z 16 odcinków specjalnych.

## Klasyfikacja rajdu
| Miejsce                         | Kierowca                     | Pilot                        | Samochód                      | Czas                         | Strata                       |                              |
| Klasyfikacja generalna i ERC    | Klasyfikacja generalna i ERC | Klasyfikacja generalna i ERC | Klasyfikacja generalna i ERC  | Klasyfikacja generalna i ERC | Klasyfikacja generalna i ERC | Klasyfikacja generalna i ERC |
| ------------------------------- | ---------------------------- | ---------------------------- | ----------------------------- | ---------------------------- | ---------------------------- | ---------------------------- |
| 1.                              | Sébastien Loeb               | Daniel Elena                 | Citroën Xsara Kit Car         | 3:33:21.6                    | 0.0                          |                              |
| 2.                              | Michel Boetti                | Bruno Nas De Tourris         | Citroën Saxo Kit Car          | 3:40:06.4                    | +6:44.8                      |                              |
| 3.                              | Philippe Mermet              | Gérard Clerton               | Peugeot 306 Maxi              | 3:44:38.2                    | +11:16.6                     |                              |
| 4.                              | Dominique Bruyneel           | Philippe Droeven             | Toyota Celica GT-Four (ST205) | 3:47:54.8                    | +14:33.2                     |                              |
| 5.                              | Richard Bartolini            | Richard Thaon                | Mitsubishi Lancer Evo VI      | 3:48:20.6                    | +14:59.0                     |                              |
| 6.                              | Serge Jordan                 | Arnaud Delebecque            | Renault Clio RS               | 3:48:53.1                    | +15:31.5                     |                              |
| 7.                              | Eric Rousset                 | Maud Caillat                 | Peugeot 306 S16               | 3:54:40.9                    | +21:19.3                     |                              |
| 8.                              | Thierry Bonnet               | Joëlle Michalon-Palacio      | Renault Clio RS               | 3:56:34.1                    | +23:12.5                     |                              |
| 9.                              | Pascal Marata                | Xavier Lukaszewski           | Citroën Saxo VTS              | 3:58:38.7                    | +25:17.1                     |                              |
| 10.                             | Frank Broekaert              | Luc Grillet                  | Mitsubishi Lancer Evo VI      | 4:00:02.4                    | +26:40.8                     |                              |
| Klasyfikacja mistrzostw Francji |                              |                              |                               |                              |                              |                              |
| 1.                              | Sébastien Loeb               | Daniel Elena                 | Citroën Xsara Kit Car         | 3:33:21.6                    | 0.0                          |                              |
| 2.                              | Michel Boetti                | Bruno Nas De Tourris         | Citroën Saxo Kit Car          | 3:40:06.4                    | +6:44.8                      |                              |
| 3.                              | Philippe Mermet              | Gérard Clerton               | Peugeot 306 Maxi              | 3:44:38.2                    | +11:16.6                     |                              |
| 4.                              | Richard Bartolini            | Richard Thaon                | Mitsubishi Lancer Evo VI      | 3:48:20.6                    | +14:59.0                     |                              |
| 5.                              | Serge Jordan                 | Arnaud Delebecque            | Renault Clio RS               | 3:48:53.1                    | +15:31.5                     |                              |
| 6.                              | Eric Rousset                 | Maud Caillat                 | Peugeot 306 S16               | 3:54:40.9                    | +21:19.3                     |                              |
| 7.                              | Thierry Bonnet               | Joëlle Michalon-Palacio      | Renault Clio RS               | 3:56:34.1                    | +23:12.5                     |                              |
| 8.                              | Pascal Marata                | Xavier Lukaszewski           | Citroën Saxo VTS              | 3:58:38.7                    | +25:17.1                     |                              |